# 恰台吉
恰台吉（16世纪—1591年），名脱脱，又称达颜恰，16世纪蒙古右翼土默特部領主，俺答汗的义子。
他曾任俺答汗的近侍。他的领地在妥妥城（今内蒙古自治区托克托县）。驻牧临近明朝边塞，明朝称他为临边夷。因为能言善辩，在嘉靖年间，多次奉命出使明朝要求通贡互市。嘉靖三十年（1551年），到宣府攒刀为誓，要求通贡，明朝同意开放大同马市。隆庆五年（1571年），明穆宗封他为百户，后来升任为千户、指挥佥事，与明朝互市于山西水泉营、大同得胜堡。万历初年，俺答命他两次进入藏区迎请索南嘉措。俺答去世后，他帮助把汉比吉和撦力克，阻止三娘子夺取大板升。他写有俺答汗的生平事迹，即后来《俺答汗传》的蓝本。今土默特左旗北什轴乡的恰台吉村，原名卡台基村，因恰台吉而得名。
他有四个儿子（「恰」为官号，相当于明朝的千总、把总）：
- 虎儿害恰
  - 哑班兔恰
- 周安秃懒恰
  - 色冷恰
- 哑班恰
  - 土麦恰
- 打黑赖恰